# Sumiyoshi taisha

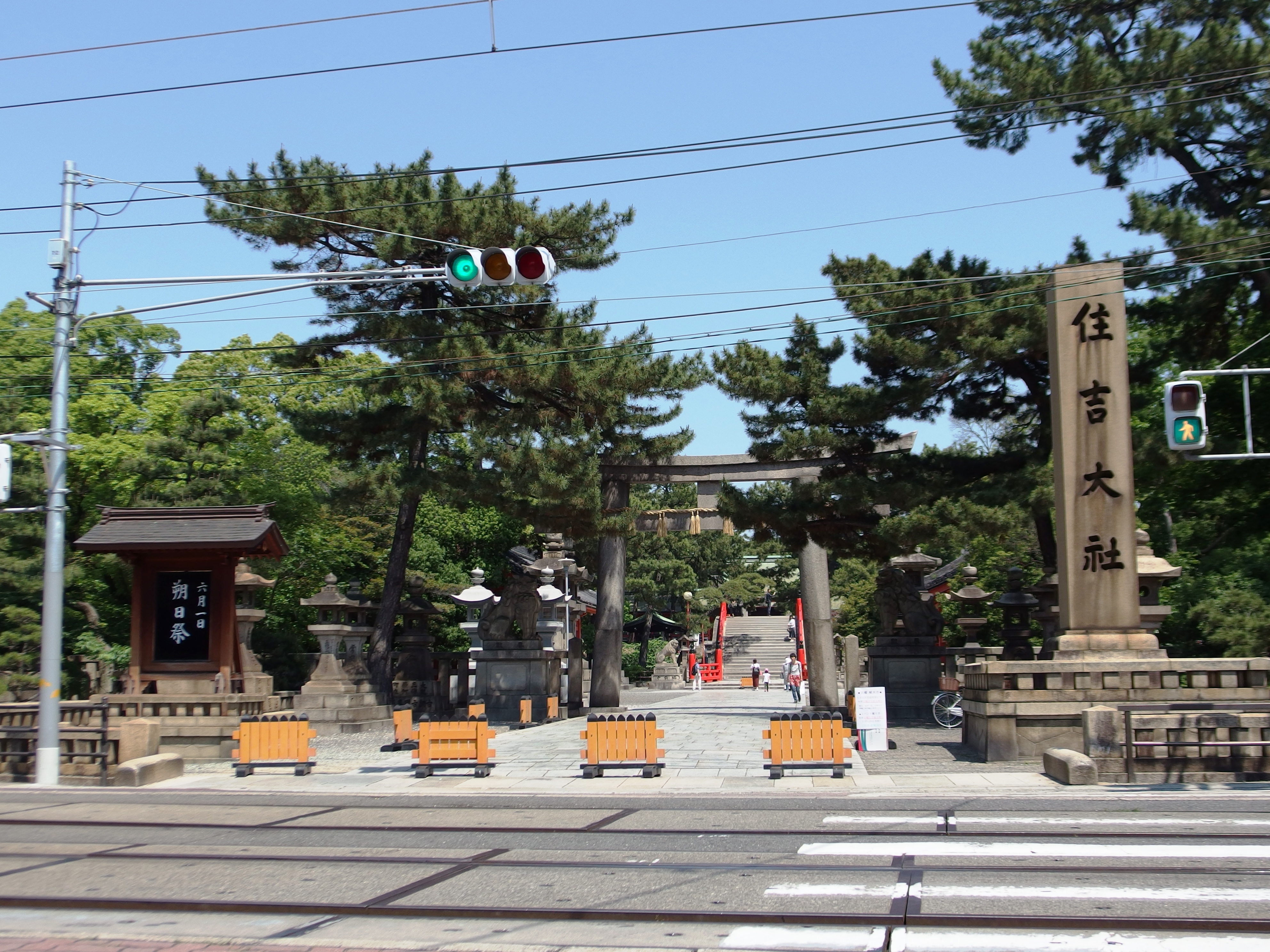
Entrada principal do Sumiyoshi taisha

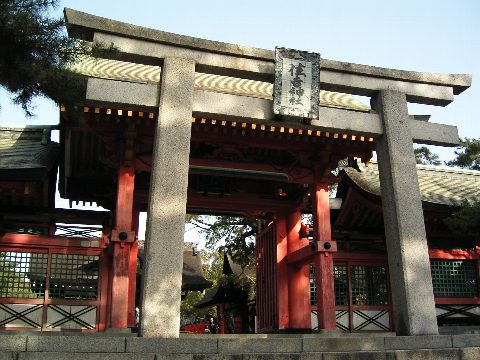
Entrada de trás do Sumiyoshi taisha

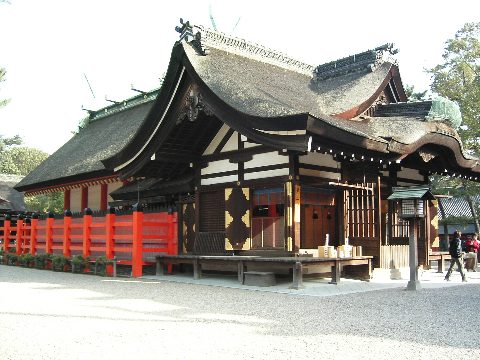
Segundo Salão Principal do Sumiyoshi taisha

O Sumiyoshi taisha (住吉大社), também conhecido como Grande Santuário Sumiyoshi, é um templo xintoísta em Sumiyoshi-ku, Osaka, Japão. Ele o templo principal de todos os templos Sumiyoshi do Japão. No entanto, o templo mais antigo que consagra o Sumiyoshi sanjin, os três kamis Sumiyoshi, é o Santuário de Sumiyoshi, em Hakata, Fukuoka.
Ele é chamado de "Sumiyoshi-san" ou "Sumiyossan" pela população local e é famoso pelo grande público que vem para o templo no Ano Novo para o hatsumōde.
O Sumiyoshi taisha consagra o Sumiyoshi tanjin — Sokotsutsu no Onomikoto, Nakatsutsu no Onomikoto, e Uwatsutsu no Onomikoto — e Okinagatarashihime no Mikoto (Imperatriz Jingū), e eles são conjuntamente conhecidos como os "Sumiyoshi Ōkami", os grande deuses de Sumiyoshi. Outro termo é "Sumiyoshi no Ōgami no Miya".
Ele dá seu nome a um estilo de arquitetura xintoísta conhecido como Sumiyoshi-zukuri.

## História
O templo tornou-se objeto do mecenato imperial durante o início do período Heian.  Em 1965, o Imperador Murakami ordenou que os mensageiros imperiais fossem enviados para reportar eventos importantes para o guardião kami do Japão. Esses heihaku foram inicialmente apresentados aos 16 templos, incluindo Sumiyoshi.
O Sumiyoshi foi designado como templo xintoísta principal (Ichinomiya) para a antiga província de Settsu.
De 1871 a 1946, o Sumiyoshi taisha foi oficialmente designado como um Kanpei-taisha (官幣大社), que significa que ele permaneceu em primeiro lugar entre os templos apoiados pelo governo.

### OkamiSumiyoshi e a Imperatriz Jingū
O Sumiyoshi taisha foi fundado por Tamomi no Sukune no 9º ano do reinado do Imperador Chūai (ano 211 d.C.). Um membro de uma família poderosa na região, ele recebe o nome do clã de Owari da Imperatriz Jingū, quando ela visitou a costa de Gokishichidō (Shichidou moderno em Sakai (Osaka)) após seu retorno da invasão da Coreia. Na mesma época, ela pediu a ele para consagrar os Sumiyoshi sanjin, visto que ela recebeu a ordem de um oráculo. Mais tarde, a própria imperatriz também foi consagrada no Sumiyoshi. O clã Tsumori, cujos membros mantiveram a posição de sacerdote chefe do Sumiyoshi taisha desde o reinado do Imperador Ōjin, descende do filho de Tamomi no Sukune, Tsumori no Toyoada (ou Tsumori no Toyonogodan).

### Outrokami
O Sumiyoshi taisha também é considerado como o templo ancestral de Hachimanshin, o deus da guerra, visto que o taisha consagra a Imperatriz Jingū, que era a mãe do Imperador Ōjin, que foi deificado como Hachiman. Portanto, o templo é o guardião da dinastia Kawachi. Além disso, Hachimanshin é o deus da guerra e os deuses de Sumiyoshi são os deuses da guerra e do mar. Mais tarde, o Sumiyoshi taisha tornou-se um dos três kamis do waka.

### Diplomacia Yamato e Rota da Seda
O Taisha é um templo com conexões com a antiga diplomacia e navegação real Yamato, protegendo as embaixadas imperiais na China. Como os sacerdotes chefes, o clã Tsumori também embarcou nesses navios-embaixada. As embaixadas partiam de Suminoe no Tsu, um porto no Hosoe-gawa (também conhecido como Hosoi-gawa. Conhecido como Suminoe no Hosoe em épocas antigas), um rio localizado no sul do templo. Suminoe no Tsu é o porto internacional mais antigo do Japão, e foi aberto pelo Imperador Nintoku. Ele era a entrada da Rota da Seda no Japão.

### No Genji Monogatari
Embora o Sumiyoshi taiga atualmente não esteja na costa litorânea, até o período Edo, os terrenos do templo faziam fronteira com o mar, e eram considerados como representativos da bonita paisagem "hakushaseishou" (areia branca e pinheiros verdes), tanto que este tipo de cenário na arte é conhecido como design Sumiyoshi. No Genji Monogatari de Murasaki Shikibu, o templo é usado como um cenário importante em alguns capítulos sobre a Senhora Akashi.
Além disso, no conto "Issun-bōshi", um casal de idosos que não tinham filhos orava no Sumiyoshi taisha. Suas orações foram cumpridas e quando o filho foi a uma viagem, ele partiu no porto de Sumiyoshi, indo pelo Hosoe-gawa até a Baía de Osaka, atravessando o Rio Yodo e entrando em Quioto.

## Arquitetura famosa

### Estilo de construção

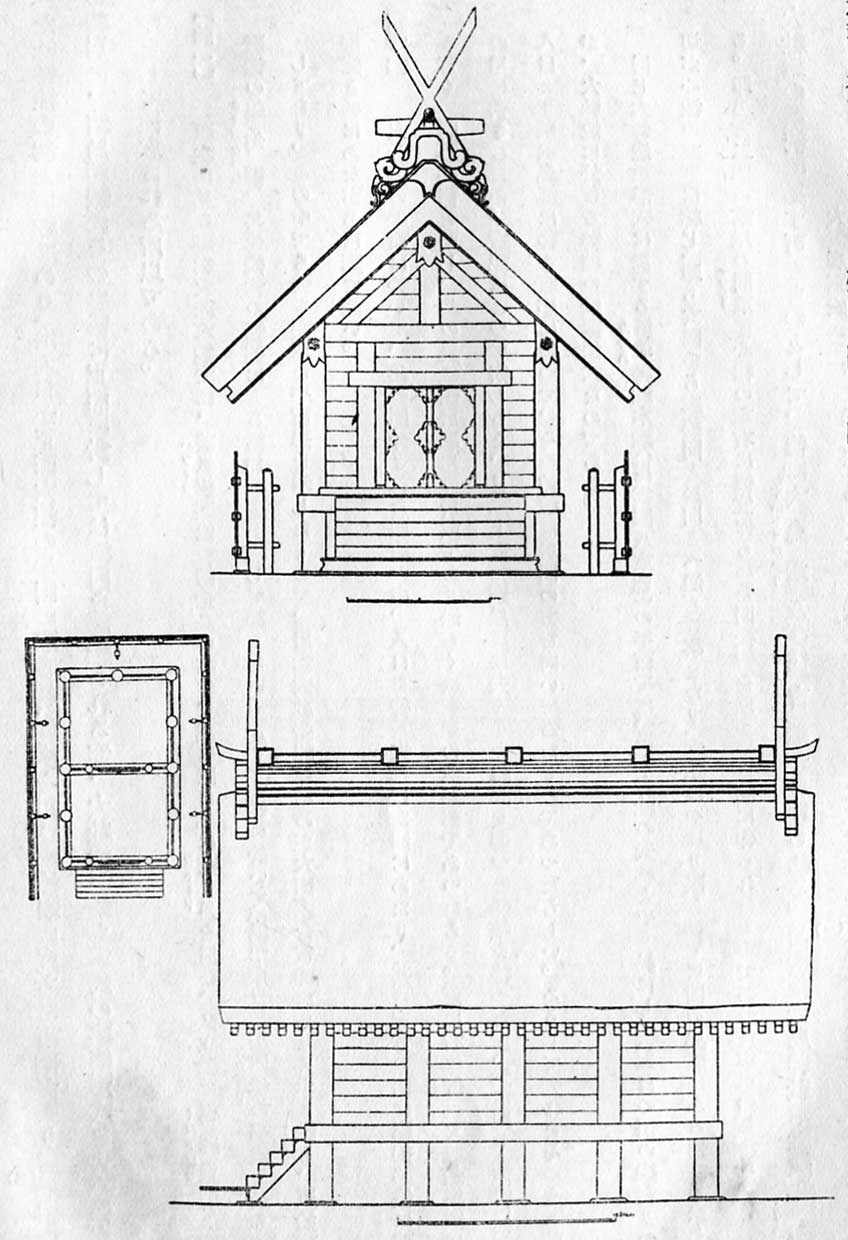
Ilustração da arquitetura do templo principal

O honden foi construído no estilo Sumiyoshi-zukuri e foi nomeado como um Tesouro Nacional do Japão.
Há um okichigi (置千木), remate bifurcado, no telhado do templo principal, bem como 5 katsuogi (堅魚木) quadrados, tarugos colocados horizontalmente ao longo do comprimento do telhado. Não há corredor ao redor do santuário. Ele é cercado por uma cerca tamagaki (玉垣), que é cercada por uma cerca ara-imi (荒忌垣).
Os pilares são redondos e ficam em cima de fundações de pedra. As tábuas entre os pilares são horizontais. A área vista de frente de sua nave é o templo interior e a segunda sala.

### Sumiyoshi Torii

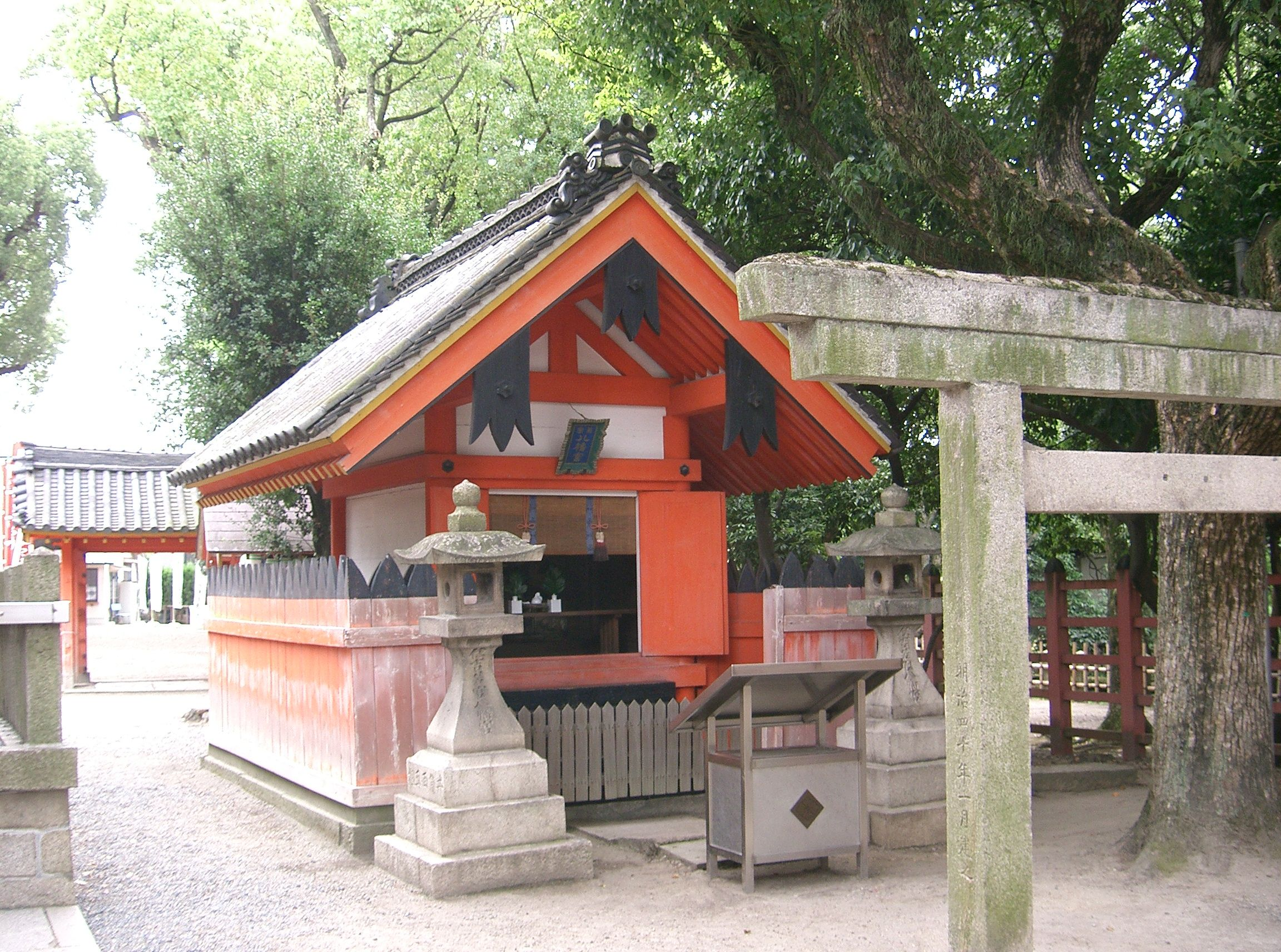
Um dos kaku-torii do Sumiyoshi Taisha

Um dos toriis de pedra no templo, ao sul do honden, é conhecido como Kakutorii (角鳥居). Ele é incomum na medida que a barra do meio não se estende para fora dos postes verticais e todas as peças tem pontas quadradas. Este tipo de torii é chamado de Sumiyoshi torii em homenagem ao templo.